# 天龍峽站
35°26′27″N 137°49′03″E / 35.4407°N 137.8174°E
天龍峽站（日语：／ Tenryūkyō eki */?）是位於日本長野縣飯田市川路天龍峽的東海旅客鐵道（JR東海）飯田線鐵路車站。

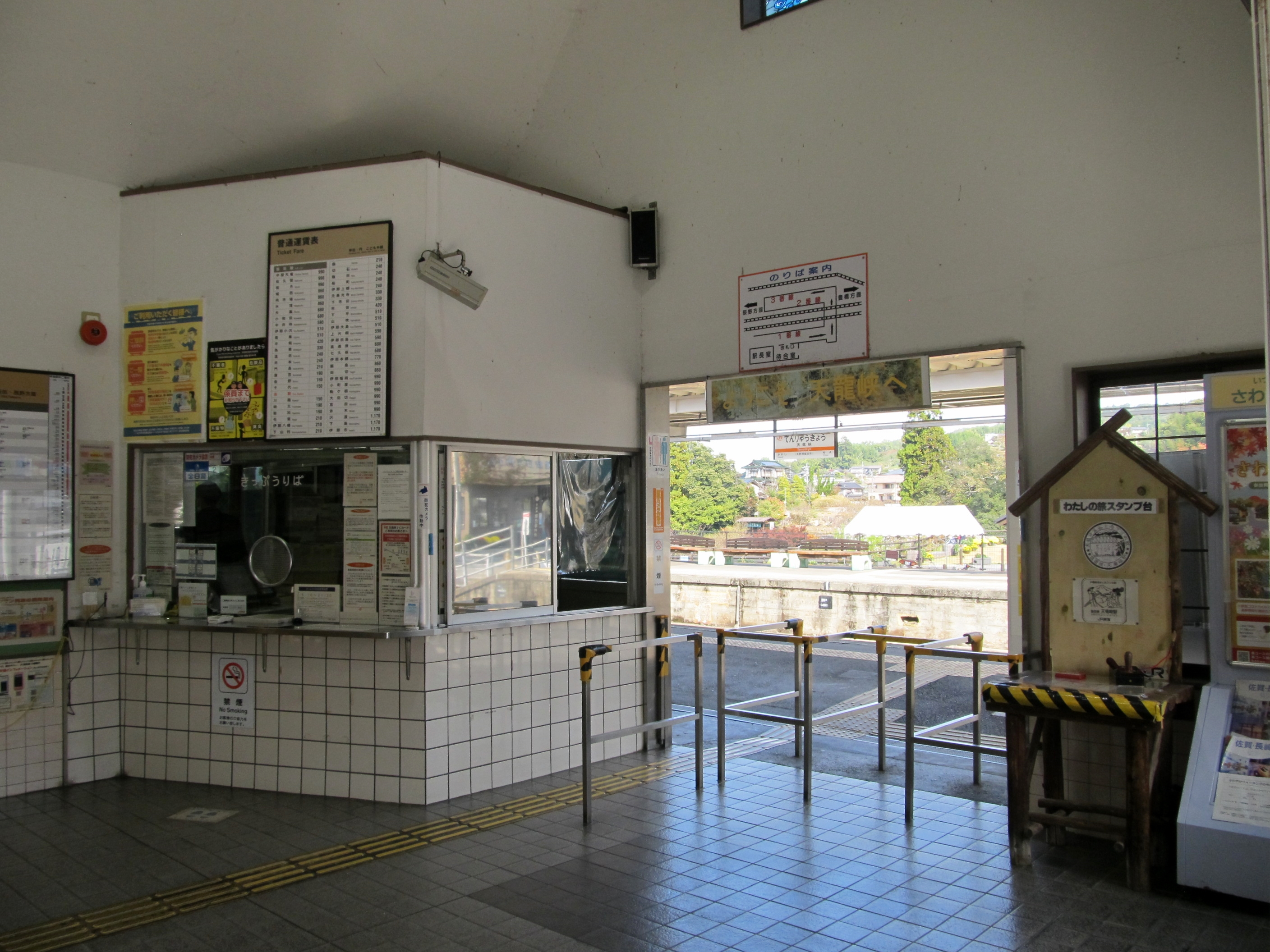
閘口(2022年10月)

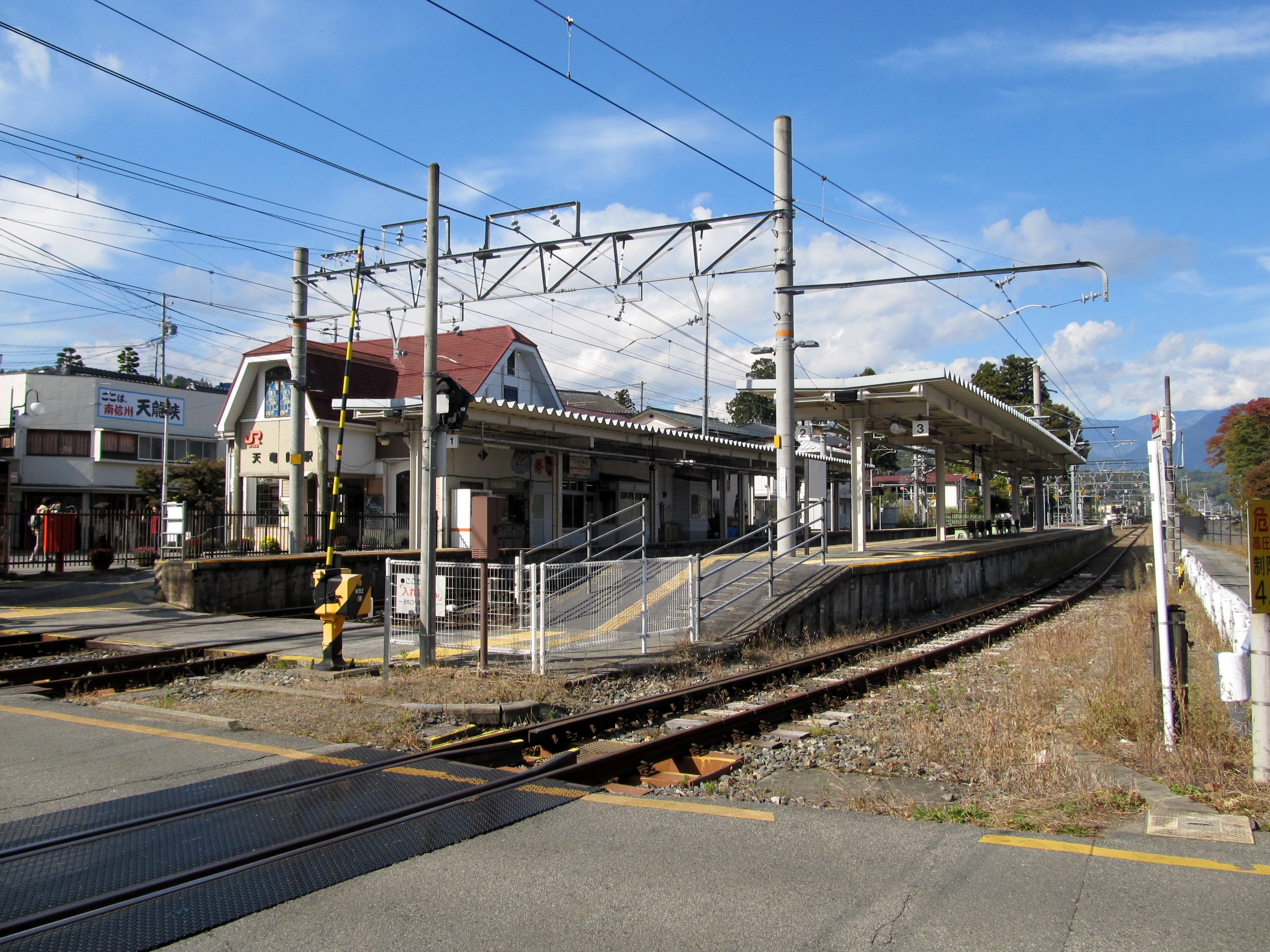
月台(2022年10月)

## 概要
此站座落於伊那盆地之南、可以看見觀光地「天龍峽」的位置。1927年飯田線前身的伊那電氣鐵道起點站開業，其後三信鐵道進入，是兩公司連繋的重要點。其後國有化而成為中途站，國鐵分割民營化後的現在普通列車與本站止的列車相當多。特急「伊那路」亦全列車停車。

## 車站構造
車站為地上車站，有1面1線的單式月台與1面2線的島式月台以及數條留置線側線。下行線（單式月台）側為站房。是不配置站長的站員配置站（直營站），飯田站負責本站管理，有設綠色窗口。

### 月台配置
| 月台 | 路線   | 方向 | 目的地             | 備註         |
| ---- | ------ | ---- | ------------------ | ------------ |
| 1    | 飯田線 | 下行 | 飯田、辰野方向     | 包括特急     |
| 1    | 飯田線 | 上行 | 中部天龍、豐橋方向 | 一部分列車   |
| 2    | 飯田線 | 上行 | 中部天龍、豐橋方向 | 包括特急     |
| 2    | 飯田線 | 下行 | 飯田、辰野方向     | 只限此站始發 |
| 3    | 飯田線 | 上行 | 中部天龍、豐橋方向 | 只限此站始發 |

## 利用狀況
平均每日乘車人數如下：
- 2003年度 - 438人
- 2004年度 - 414人
- 2005年度 - 432人
- 2006年度 - 416人
- 2007年度 - 394人

## 車站周邊
車站週邊為觀光地與有名的溪谷「天龍峽」（國家指定名勝），設有遊歩道和展望台。附近有天龍峽溫泉湧出、設有旅館與土產物店等溫泉街。
- 天龍川
- 姑射橋
- 天龍舟下行
- 三遠南信自動車道天龍峽IC

## 歷史
- 1927年（昭和2年）12月26日 - 伊那電氣鐵道駄科站延伸之際為終着站開業。一般站。
- 1932年（昭和7年）10月30日 - 三信鐵道門島站開業後進入本站。
- 1943年（昭和18年）8月1日 - 伊那電氣鐵道及三信鐵道國有化成為飯田線一部份，成為國鐵車站。
- 1971年（昭和46年）12月1日 - 停辦貨運。
- 1985年（昭和60年）3月14日 - 停辦行李業務。
- 1987年（昭和62年）4月1日 - 國鐵分割民營化，由東海旅客鐵道繼承。
- 1988年（昭和63年）9月4日 - 車站開業60周年花電車運行
- 1990年（平成2年）4月 - 天龍峽溫泉發掘時站房改築。

## 相鄰車站
東海旅客鐵道
 飯田線
- 特急「伊那路」停靠站

■快速（只限上行運行，此站起往川路為普通列車）、■普通
門島－金野（※）－千代（※）－天龍峽－川路
（※）部份普通列車不停靠金野站（下行列車則不停靠千代站）。